# 奥地利报
奥地利报（德語：Österreich, OE24）是在奥地利发行的一份德语报纸，也是一份小報。它於2006年开始发行。該報紙因為質量問題以及屢次出錯而受到外界批評。